# Cornelis Norbertus Gysbrechts

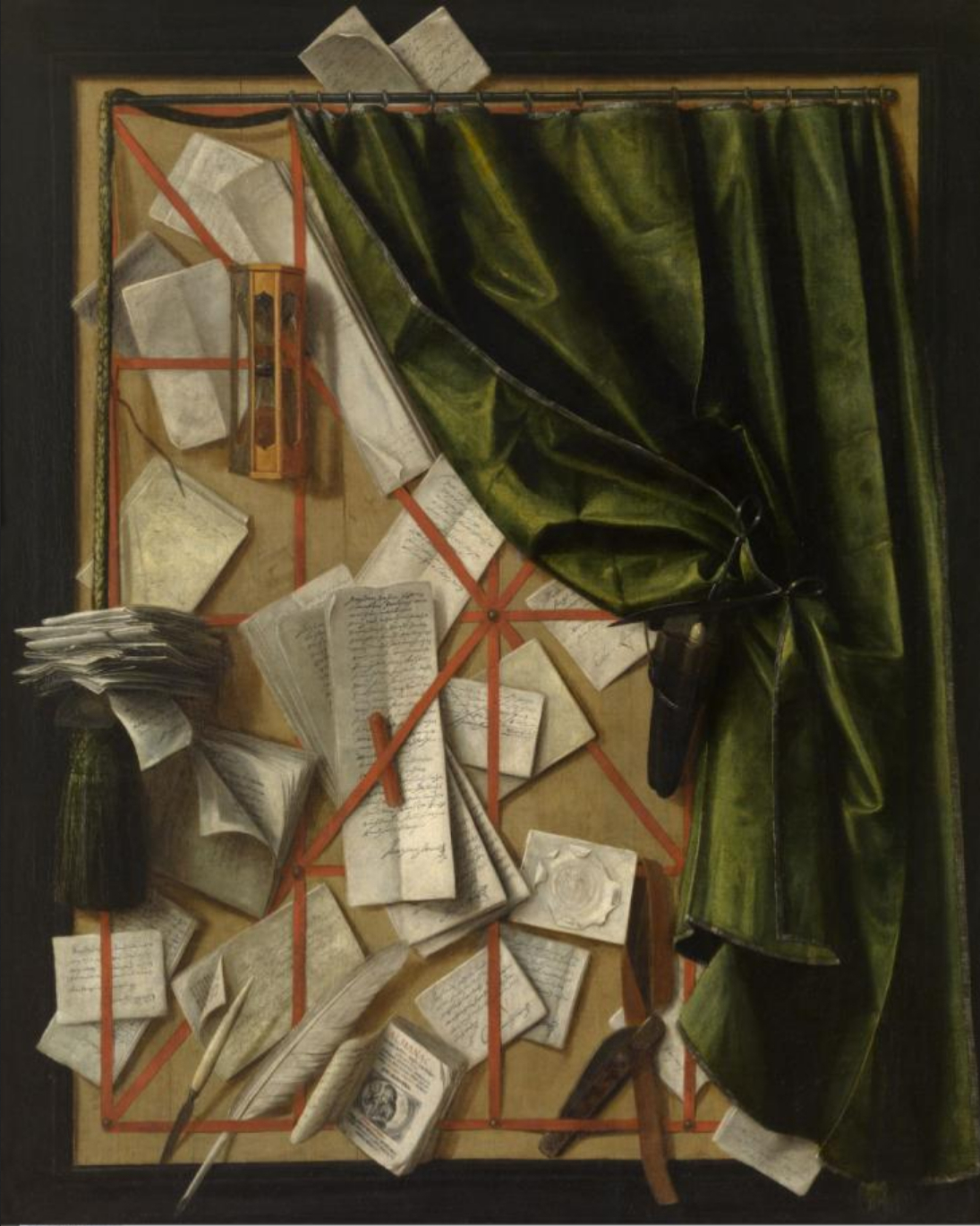
Trompe l'œil de Cornelis Norbertus Gysbrechts

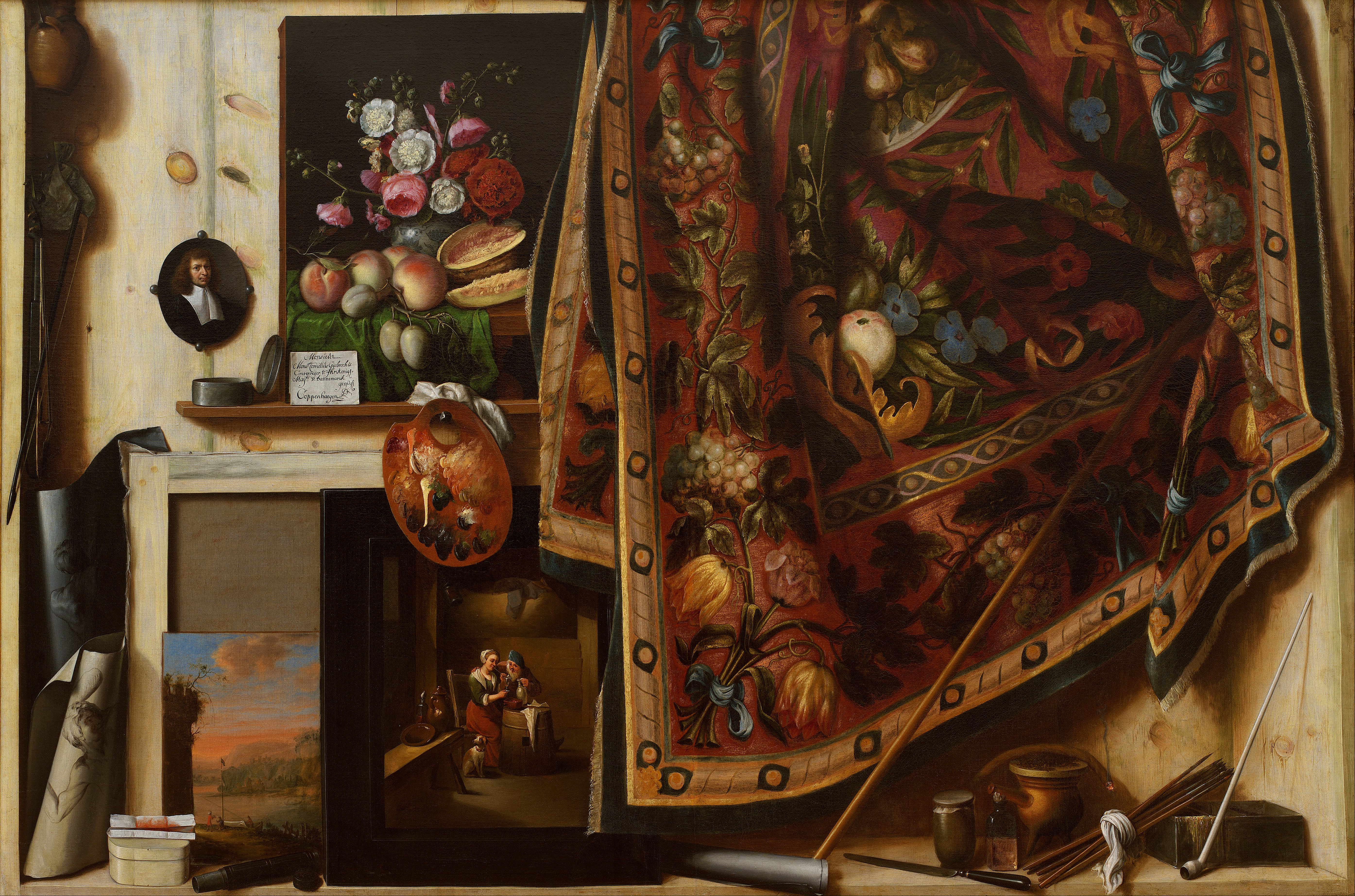
Trompe l'oeil natura morta

Cornelis Norbertus Gysbrechts o Gijsbrechts (Anvers, 1630 - 1683) va ésser un pintor flamenc de natures mortes i trompe-l'oeils que va desenvolupar la seua carrera pictòrica a la segona meitat del segle xvii i, principalment, a Copenhaguen.